# 愛の奇蹟
「愛の奇蹟」（あいのきせき）は、ワン・リーホンの日本2枚目シングル。2003年10月1日にソニー・ミュージックジャパンインターナショナルより発売された。

## 概要
切ないラブ・バラード風格の曲を3曲収録。3曲は日本語バージョンで歌った。タイトル曲「愛の奇蹟」はブルボン「チュエル」のCMソング。
CDジャケットは、日本で撮影したオリジナルジャケット仕様。

## 収録曲
1. 愛の奇蹟 [4:16]
作詞：フランシス・リー - 作曲：ワン・リーホン - 編曲：金子隆博
ブルボン「チュエル」CMソング
2. 手のひらの涙（Japanese Version） [4:57]
作詞：ワン・リーホン - 作曲：ワン・リーホン - 編曲：ワン・リーホン
3. 僕等になれなくて [3:37]
作詞：フランシス・リー - 日本語詞：山本成美 - 作曲：ワン・リーホン - 編曲：金子隆博